# 유수빈
유수빈(劉秀彬, 1992년 11월 6일 ~ )은 대한민국의 배우이다.

## 학력
- 원미고등학교
- 성결대학교 연극영화학과

## 출연작

### 영화
- 《보통의 가족》 (2024년) - 형철 역
- 《소년들》 (2023년) - 전승우 역
- 《시동》 (2019년) - 말년병장 역
- 《얼굴없는 보스》 (2019년) - 신하진 꼬마 조직원 역
- 《엑시트》 (2019년) - 용수 역
- 《선물》 (2019년) - 영복 역
- 《스포주의》 (2017년) - 알바 이수만 역
- 《유라》》 (2021년) - 민철역
- 《신과함께: 죄와 벌》 (2017년) - 초소사병 2 역
- 《반드시 잡는다》 (2017년) - 양아치 1 역
- 《신기루》 (2016년) - 간장 역
- 《22시, 너는 내게 이 꽃의 이름을 물었다》 (2016년) - 호 역
- 《빡구》 (2016년) - 민수 역
- 《수난이대》 (2016년) - 재훈 역
- 《나는 남한을 사랑합니다》 (2016년) - 탈북청년 친구 역
- 《커튼콜》 (2016년) - 경찰 역

### 드라마
- 《당신의 맛》 (2025년, ENA) - 신춘승 역
- 《거래》 (2023년, Wavve) - 박민우 역
- 《D.P. 시즌2》 (2023년, 넷플릭스) - 박세웅 역
- 《약한영웅 Class 1》 (2022년, wavve) -  최효만 역
- 《빅마우스》 (2022년, MBC) - (특별출연)
- 《인간실격》 (2021년, JTBC) - 딱이 (본명: 순주) 역
- 《스타트업》 (2020년, tvN) - 이철산 역
- 《사랑의 불시착》 (2019년, tvN) - 김주먹 역
- 《KBS 드라마 스페셜 - 렉카》 (2019년, KBS2) - 송현태 역
- 《특별근로감독관 조장풍》 (2019년, MBC) - 백원만 부장 역
- 《리갈 하이》 (2019년, JTBC) - 김병태 역
- 《오늘의 탐정》 (2018년, KBS2) - 강은총 역
- 《이별이 떠났다》 (2018년, MBC) - 우남식 역
- 《라이브》 (2018년, tvN) - 하도식 역
- 《슬기로운 감빵생활》 (2017년, tvN) - 양정석 병장 역

### TV 프로그램
- 2021년 SBS 《집사부일체》 - 고정출연
- 2023년 SBS 《런닝맨》 - 게스트